# Velemín
Velemín település Csehországban, a Litoměřicei járásban. Velemín Chotiměř, Lhotka nad Labem, Vchynice, Vlastislav, Třebenice, Prackovice nad Labem, Malé Žernoseky, Lukov, Bořislav, Kostomlaty pod Milešovkou, Jenčice, Žalany, Žim és Řehlovice településekkel határos. Lakosainak száma 1687 fő (2024. január 1.).

## Népesség
A település lakosságának változását az alábbi diagram mutatja:
| Lakosok száma | 2654 | 2523 | 2604 | 1989 | 1538 | 1396 | 1571 | 1612 | 1633 | 1687 |
|               | 1869 | 1890 | 1921 | 1950 | 1980 | 2001 | 2017 | 2019 | 2022 | 2024 |